# Георги Странски
Георги Иванов Странски е български лекар, революционер и политик.
Близък приятел на Христо Ботев, той участва активно в емигрантските революционни организации в Румъния през 1860-те и 1870-те години. След Освобождението е сред водачите на Либералната партия в Източна Румелия, а след Съединението – на Народнолибералната партия.

## Биография
Георги Странски е роден на 1 август (13 август нов стил) 1847 в Калофер. През 1864 заминава за Букурещ, където завършва първо медицинско училище, а през 1874 – медицина в Букурещкия университет. През следващите години работи като лекар в Бузъу и Букурещ и издава книгата „Медицински беседи“ (1876). Той е близък със своя съгражданин Христо Ботев, на когото става кум.
До Георги Странски, Иван Кавалджиев и Иван Грудов Христо Ботев изпраща знаменитото си писмо от борда на „Радецки“, в което изповядва:
„Аз съм весел и радостта ми няма граници, като си наумя, че „Моята молитва“ се сбъдва.“ 
В Румъния Георги Странски е сред основателите на Българското човеколюбиво настоятелство и член на Българското централно благотворително общество, което наследява под благовиден предлог БРЦК след разгрома на Априлското въстание. По време на Сръбско-турската война (1876) участва в румънска санитарна мисия в Сърбия, а през Руско-турската война (1877 – 1878) е военен лекар в румънската армия.
По време на Временното руско управление Георги Странски е окръжен лекар на Плевен. След това е народен представител в Учредителното събрание (1879) и I обикновено народно събрание (1879). През 1879 се установява в Пловдив, където работи като лекар и става един от водачите на Либералната партия в Източна Румелия. Той е директор на финансите (1880 – 1881), член на Постоянния комитет (1879 – 1880, 1882 – 1883) и негов председател (1883 – 1884), председател на Областното събрание (1883). Участва в организирането на Съединението (1885) като член на Българския таен централен революционен комитет и след преврата става председател на образуваното временно правителство и комисар в Южна България.
След Сръбско-българската война Георги Странски е дипломатически агент на България в Белград (1886 – 1887). След това е министър на вътрешните работи в кабинета на Константин Стоилов (1887) и министър на външните работи и изповеданията в правителството на Стефан Стамболов (1887 – 1890). Той е и народен представител в V обикновено народно събрание (1887 – 1890) и VI обикновено народно събрание (1890 – 1893). След оставката на Стефан Стамболов Георги Странски подновява лекарската си практика. През 1897 – 1899 е управител на Александровска болница в София, а през 1899 – 1900 е окръжен лекар в Русе. От 1900 до 1904 е председател на Върховната сметна палата.
Георги Странски умира на 17 януари (4 януари стар стил) 1904 в София.

## Памет
На неговото име е кръстена Университетската многопрофилна болница за активно лечение в Плевен.